# Ludvig Detlev Reventlow
Ludvig Detlev greve Reventlow (6. juni 1780 – 10. juni 1857 i Preetz) var en dansk officer og kammerherre, far til Arthur Christian Detlev Ludvig Eugenius Reventlow og Ludwig Christian Detlev Friederich Reventlow.
Han var søn af statsminister Christian Ditlev Frederik lensgreve Reventlow og Sophie Frederikke Louise Charlotte von Beulwitz. Reventlow blev 1789 fændrik, 1790 sekondløjtnant à la suite, 1797 premierløjtnant à la suite i Sjællandske Rytterregiment og blev samme år immatrikuleret i Kiel, afgik 1802 til Nordre sjællandske Landeværnsregiment som kaptajn og kompagnichef, blev 1807 ritmester i Sjællandske (Prins Frederik Ferdinands) lette Dragoner, 1809 sekondritmester i Sjællandske Regiment og fik 23. april 1813 afsked som major for at gå i russisk tjeneste. Samme år blev Reventlow major à la suite i kavaleriet og samme år kammerherre. Han fik atter afsked 22. marts 1814 og blev 1832 karakteriseret oberstløjtnant.
Han ægtede 24. juni 1774 i Tirsted Kirke Agnes friherreinde von Hammerstein-Loxten (18. april 1795 – 19. januar 1824 på Sandbjerg Gods), datter af Hans Ditlev friherre Hammerstein-Loxten (1768-1826) og Sophie Dorothea Louise komtesse Holck (1774-1863).